# Capitanía del Maranhão
La capitanía del Maranhão fue una de las subdivisiones del territorio brasileño en el periodo colonial. Su primero donatario fue Fernando Álvares de Andrade, quien recibió la capitanía en 11 de marzo de 1535. Esta tenía 75 leguas de costa, extendiéndose del cabo de Todos Santos hasta la boca del río de la Cruz, cubriendo el nordeste del actual estado del Maranhão, una pequeña parte de Pará (donde hoy está Belém) y un extremo de la isla de Marajó.

## Historia

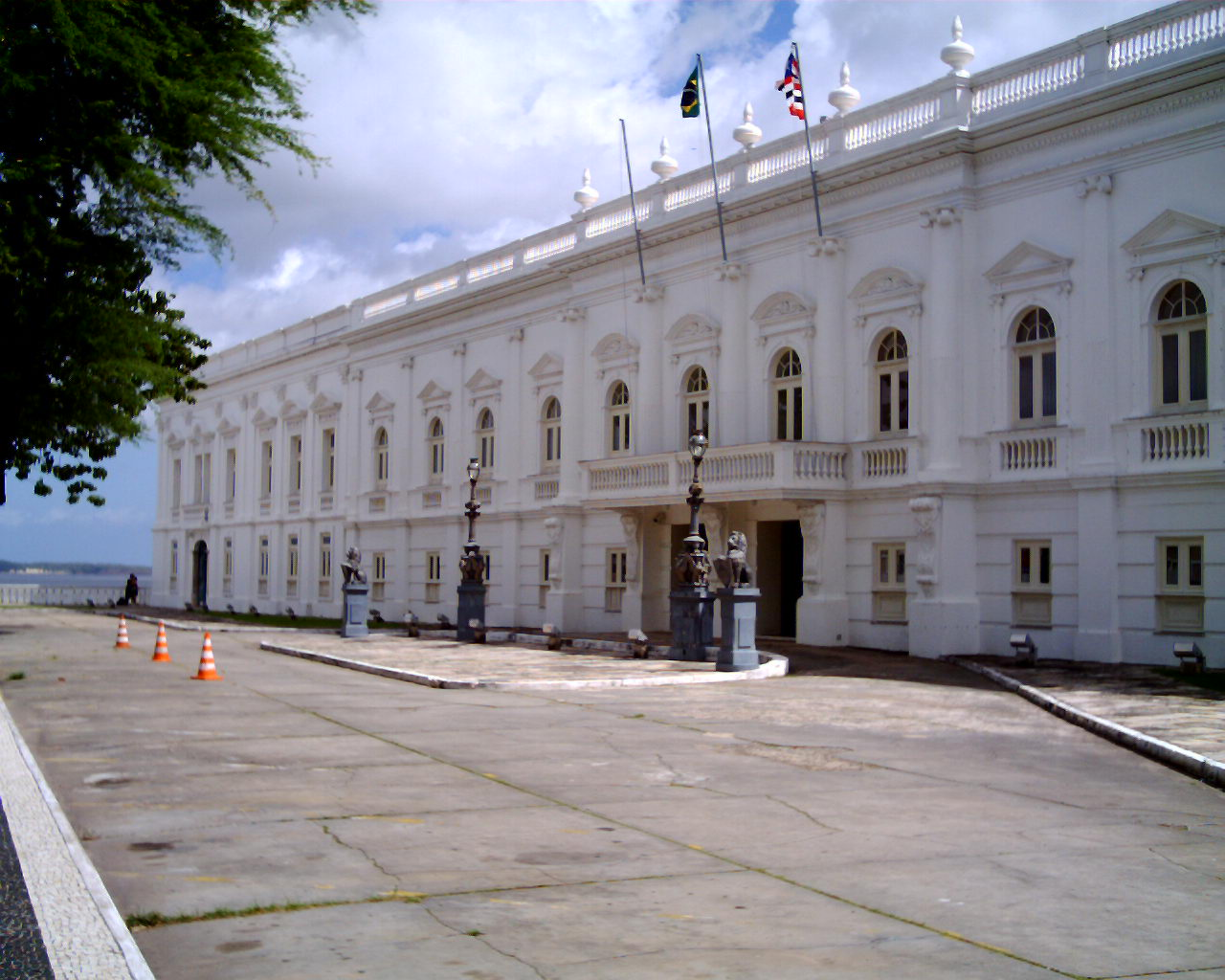
El Palacio de los Leones, construido en 1776, fue sede del gobierno de la capitanía.

Los donatarios de las capitanías del Río Grande y del Maranhão (primero y segundo lote), João de Barros, Aires da Cunha y Fernando Álvares de Andrade, habían preparado separadamente una expedición pobladora compuesta de diez navíos, con 900 colonizadores, liderada por Aires da Cunha, que llegó a Brasil en 1535. Tuvieron poca suerte: hundieron el navío al ver las tierras del Maranhão y crearon el asentamiento de Nazaré. Pero continuaron sufriendo amenazas de los indígenas, con los cuales luchaban constantemente. En 1538, la empresa fue dejada por los donatarios, que intentaron aprovechar de nuevo ambos lotes en 1554, bajo a mando de Luís Melo. Ya los franceses, sin embargo, iban con frecuencia a la región, lo que habría forzado la Corona, en el comienzo del siglo XVII, la reconquista de la región, expulsando los franceses en 1615.
En 1621 fue elevada a la dignidad de Estado del Maranhão (aunque algunas fuentes dan a entender que la capitanía coexistió con el estado, no habiendo sido elevada), con administración independiente del resto de Brasil, bajo órdenes de Felipe II de España, a fin de promover el desarrollo de la región. Posteriormente, se unió a la antigua capitanía del Gran Pará, manteniendo São Luís como la capital de tan extenso territorio (Estado del Maranhão y Gran Pará). En 1737, la capital fue transferida hacia Belém y, en 1751, la unidad fue renombrada a estado del Gran Pará y Maranhão (que sería dividida en dos estados en 1772/1774).

## Bandera
La bandera sólo tenía las dos franjas horizontales con los colores del antiguo escudo checo (un león de plata sobre campo rojo), pero la similitud con la bandera de Polonia y la coincidencia de colores con la bandera de Austria hicieron que se añadiera el triángulo azul. Sin embargo, esta bandera aún se usa como bandera de Bohemia (región del país).